# The Acoustic Universe
The Acoustic Universe è il terzo EP del gruppo musicale olandese Epica, pubblicato il 4 ottobre 2019 dalla Nuclear Blast.

## Descrizione
Pubblicato in occasione del decennale del quarto album in studio Design Your Universe, contiene cinque brani originariamente tratti dal suddetto disco riadattati in chiave acustica.
In concomitanza con la pubblicazione dell'EP, gli Epica hanno presentato il videoclip di Martyr of the Free Word, diretto da Stefan Heilemann.

## Tracce
Lato A
1. Burn to a Cinder (Acoustic Version) – 5:32 (testo: Simone Simons – musica: Coen Janssen, Mark Jansen, Isaac Delahaye, Simone Simons)
2. Our Destiny (Acoustic Version) – 5:13 (testo: Simone Simons – musica: Mark Jansen, Ariën van Weesenbeek, Yves Huts, Simone Simons, Isaac Delahaye)
3. Unleashed (Acoustic Version) – 5:06 (testo: Simone Simons – musica: Coen Janssen, Mark Jansen, Isaac Delahaye)

Lato B
1. Martyr of the Free Word (Acoustic Version) – 3:56 (testo: Mark Jansen – musica: Ariën van Weesenbeek, Coen Janssen, Mark Jansen, Isaac Delahaye)
2. Design Your Universe (Acoustic Version) – 8:21 (testo: Mark Jansen – musica: Mark Jansen, Isaac Delahaye, Coen Janssen)

## Formazione
Gruppo
- Simone Simons – voce
- Mark Jansen – grunt, voce sussurrata
- Isaac Delahaye – chitarra acustica, cori, percussioni
- Coen Janssen – pianoforte, fisarmonica, cori, percussioni
- Rob van der Loo – basso acustico
- Ariën van Weesenbeek – batteria, beer sample

Altri musicisti
- Marcela Bovio – cori
- Joost van der Broek – cori, percussioni
- Ben Mathot – violino
- Jonas Pap – violoncello
- Jeroen Goossens – flauti vari, clarinetto

Produzione
- Joost van der Broek – produzione, ingegneria del suono, missaggio
- Epica – produzione
- Jos Driessen – ingegneria del suono, montaggio
- Darius van Helfteren – mastering